# Волчє (Блоке)
Волчє (словен. Volčje) — поселення в общині Блоке, Регіон Нотрансько-крашка, Словенія. Висота над рівнем моря: 758,2 м.